# Graptemys
Genre
Graptemys est un genre de tortues de la famille des Emydidae.

## Répartition
Ces tortues se rencontrent en Amérique du Nord, essentiellement aux Etats-Unis.

## Description
Ce sont des tortues aquatiques et carnivores.

## Liste des espèces
Selon TFTSG (27 mai 2011) :
- Graptemys barbouri Carr & Marchand, 1942
- Graptemys caglei Haynes & McKown, 1974
- Graptemys ernsti Lovich & McCoy, 1992
- Graptemys flavimaculata Cagle, 1954
- Graptemys geographica (Lesueur, 1817)
- Graptemys gibbonsi Lovich & McCoy, 1992
- Graptemys nigrinoda Cagle, 1954
- Graptemys oculifera (Baur, 1890)
- Graptemys ouachitensis Cagle, 1953
- Graptemys pearlensis Ennen, Lovich, Kreiser, Selman & Qualls, 2010
- Graptemys pseudogeographica (Gray, 1831)
- Graptemys pulchra Baur, 1893
- Graptemys versa Stejneger, 1925

## Publication originale
- Agassiz, 1857 : Contributions to the Natural History of the United States of America. Little, Brown & Co., Boston, vol. 1, p. 1-452 (texte intégral).